# Internazionali di Tennis d'Abruzzo 2022
Gli Internazionali di Tennis d'Abruzzo 2022 sono stati un torneo maschile di tennis professionistico. È stata la 4ª edizione del torneo, facente parte della categoria Challenger 50 nell'ambito dell'ATP Challenger Tour 2022, con un montepremi di 32 160 €. Si è svolto dal 16 al 22 maggio 2022 sui campi in terra rossa del Circolo Tennis Francavilla al Mare "Sporting Club" di Francavilla al Mare in Italia.

## Partecipanti

### Teste di serie
| Nazionalità     | Giocatore                 | Ranking* | Testa di serie |
| --------------- | ------------------------- | -------- | -------------- |
| Stati Uniti     | Nicolas Moreno de Alboran | 242      | 1              |
| Ungheria        | Máté Valkusz              | 264      | 2              |
| Brasile         | Daniel Dutra da Silva     | 266      | 3              |
| Italia          | Matteo Arnaldi            | 275      | 4              |
| Canada          | Alexis Galarneau          | 300      | 5              |
| Argentina       | Hernán Casanova           | 305      | 6              |
| Francia         | Mathias Bourgue           | 307      | 7              |
| Rep. Dominicana | Nick Hardt                | 312      | 8              |
| Ucraina         | Oleksii Krutykh           | 314      | 9              |

* Ranking al 9 maggio 2022.

### Altri partecipanti
I seguenti giocatori hanno ricevuto una wild card per il tabellone principale:
- Matteo Arnaldi
- Matteo Gigante
- Francesco Maestrelli

I seguenti giocatori sono entrati in tabellone con il ranking protetto:
- Jeremy Jahn
- Wu Yibing

I seguenti giocatori sono entrati in tabellone alternate:
- Filippo Baldi
- Giovanni Fonio

I seguenti giocatori sono passati dalle qualificazioni:
- Harold Mayot
- Pawel Cias
- Davide Galoppini
- Gian Marco Ortenzi
- Arthur Reymond
- Omar Giacalone

I seguenti giocatori sono entrati in tabellone come lucky loser:
- Riccardo Balzerani
- Tristan Schoolkate

## Campioni

### Singolare
Matteo Arnaldi ha sconfitto in finale  Francesco Maestrelli con il punteggio di 6–3, 6(7)–7, 6–4.

### Doppio
Dan Added /  Hernán Casanova hanno sconfitto in finale  Davide Pozzi /  Augusto Virgili con il punteggio di 6–3, 7–5.